# Meherzia Labidi Maïza
Meherzia Maïza Labidi (tiếng Ả Rập: محرزية العبيدي معيزة; sinh ngày 17 tháng 12 năm 1963)  là một chính trị gia Tunisia và dịch giả và phiên dịch viên chuyên nghiệp. Bà trở thành Phó chủ tịch đầu tiên của Quốc hội lập hiến Tunisia.
Bà là "người phụ nữ được bầu cao cấp nhất ở Trung Đông". Bà tự hào về việc giúp đưa vào một điều khoản để bảo vệ quyền của phụ nữ trong hiến pháp Mùa xuân Ả Rập của Tunisia.

## Cuộc sống ban đầu và giáo dục
Meherzia Labidi sinh ngày 17 tháng 12 năm 1963  tại El Meziraâ tại thị trấn Hammamet thuộc tỉnh Nabeul ở Đông Bắc Tunisia. Bà tốt nghiệp một trường trung học hỗn hợp ở thị trấn Grombalia năm 1982 và sau đó chuyển về phía nam để học tại École Normale Supérieure ở thành phố Sousse.
Labidi-Maïza kết hôn năm 1986 và sang Pháp cùng chồng, là kỹ sư viễn thông, để học tại École supérieure d'interprètes et de traducteurs  tại Đại học Paris III: Sorbonne Nouvelle. Bà có bằng thạc sĩ kinh tế và dịch thuật và bằng sau đại học về nghiên cứu văn học và sân khấu Anh năm 1992. Bà giảng dạy dịch thuật tại Institut européen des sciences humaines  ở St. 

## Sự nghiệp
Vào năm 2004, Labidi-Maïza là đồng tác giả của Abraham, réveille-toi, ils sont devenus fous! (Áp-ra-ham, Wake Up. Họ đang phát điên) với Laurent Klein. Bà giảng bài về giáo dục trong các xã hội đa văn hóa, phụ nữ, tôn giáo và xã hội. Từ năm 2006, Bà là Chủ tịch Mạng lưới Đức tin Phụ nữ Toàn cầu.
Năm 2009, Labidi-Maïza là thành viên của Hội đồng các nhà lãnh đạo tôn giáo châu Âu. Bà đã được thông báo quốc tế khi Bà ủng hộ một vị trí ôn hòa hơn so với việc mặc niqab. Điều này là trong các cuộc tranh luận của Pháp nhằm hạn chế nó được mặc ở Pháp. Năm 2015, Bà là Chủ tịch danh dự của Tôn giáo vì Hòa bình, một tổ chức phi chính phủ có trụ sở tại New York được công nhận tại Liên Hợp Quốc.

### Chính trị
Vào ngày 23 tháng 10 năm 2011, Labidi-Maïza đã được bầu vào Hội đồng lập hiến Tunisia với tư cách là đại diện của Phong trào Ennahda cho người Tunisia sống ở nước ngoài. Bà lưu ý rằng Bà được hưởng lợi từ một điều khoản yêu cầu mọi ứng cử viên khác phải là phụ nữ. Vào ngày 22 tháng 11, Bà trở thành Phó chủ tịch đầu tiên của hội đồng sau khi nhận được 142 trên tổng số 214 phiếu bầu. Năm 2012 Labidi-Maïza được mô tả là "người phụ nữ được bầu cao cấp nhất ở Trung Đông".
Bà tổ chức các cuộc tranh luận đã khai sinh ra hiến pháp mới của Tunisia. Bà tự hào đảm bảo rằng quyền của phụ nữ được đưa vào Điều 45 của hiến pháp. Bà được Huffington Post xác định là một trong tám phụ nữ "làm cho thế giới trở nên tốt đẹp hơn" vào năm 2014. Hiến pháp Mùa xuân Ả Rập có những điều khoản mà những người ủng hộ Bà không thích nhưng Bà nói, "Nó giống như việc sinh nở: đau đớn, nhưng cuối cùng mọi người đều hạnh phúc khi đứa trẻ đến".
Labidi-Maïza là một người Pháp và một công dân Tunisia, con gái của một người cha có tám người con, họ nói với họ rằng họ phải tốt nghiệp trước khi họ có thể xem xét kết hôn. Quốc tịch kép của Bà là chủ đề gây tranh cãi cho các nhà phê bình của Bà. Bà đã kết hôn và là mẹ của hai Bà gái và một cậu bé.
Bà đã được bầu vào hội nghị của đại diện nhân dân trong cuộc bầu cử quốc hội Tunisia vào tháng 10 năm 2014, lần này là ở quận Nabeul cấp hai ở phía đông bắc Tunisia. Năm 2015, Bà vẫn là thành viên của Chính phủ Tunisia và lãnh đạo Ủy ban Phụ nữ, Gia đình, Trẻ em và Người cao tuổi của họ.